# Xcalibur
Xcalibur — CGI-мультсериал, транслировавшийся с 2001 по 2002 годы. В Канаде сериал был показан телеканалом YTV, во Франции — Canal+.
В России мультсериал транслировался на телеканале СТС в 2005 году.
В 2004 году сериал был издан на DVD-носителях.

## Сюжет
События разворачиваются в эпоху Средневековья. Эдвин, могущественный и справедливый правитель Королевства, был убит своим братом Браганом, ставшим на сторону зла. Принц Эрванн выполнил последнюю волю короля — спрятать меч под названием Экскалибур, символ королевской власти, в безопасное место. Демон Кодан, союзник Брагана, проклял Эрванна, обратив его в камень. Тем временем Браган, как регент сына Эдвина, десятилетнего Артура, захватил власть над Королевством.
Согласно законам государства, вследствие своего юного возраста принц Артур не может держать в руках Экскалибур, и хранителем волшебного артефакта становится принцесса Диана, дочь принца Эрванна, которой удалось добыть меч, спрятанный ее отцом. И теперь она, объединившись с бесстрашным Эриком, монахом клана Шоги, Тарой, членом клана Людей Моря, и драконом Уипом, выступают против нового правителя.

## Персонажи
Протагонисты:
Эдвин — могущественный и справедливый король Королевства. Был убит на охоте солдатом своего брата Брагана.
Артур — юный принц, сын Эдвина.
Эрванн — отец Дианы, принц, самый верный слуга Эдвина. Входит в Совет принцев. Перед смертью король Эдвин попросил его спрятать экскалибур. Эрванн спрятал его в дереве. Отказался сказать Кодану, где экскалибур, за что был превращён им в каменную статую.
Диана — принцесса, дочь Эрванна и сильфиды Сапфир. Нашла экскалибур и стала его хранительницей. Главная протагонистка мультсериала. У неё рыжие волосы, одета в зелёные доспехи.
Уип — маленький коричневый дракончик. Умеет летать и изрыгать огонь, также говорить. Был передан Эвранну его женой, матерью Дианы, затем перешёл от Эрванна к Диане.
Эрик — юноша, ученик монахов Шоги. Владеет магией и книгой жизни, из которой черпает подсказки помогающие в борьбе с Браганом и Коданом. Создаёт различные изобретения, помогающие им в битве со злом. Блондин с короткими волосами, стриженными под ёжик. В 8 серии он узнаёт, что является сыном Волка, вождя племени Людей Моря. Побеждает отца в испытании кровью, после чего отказывается стать новым вождём, оставляя это место своему отцу, и уходит вместе с Тарой и Дианой.
Тара — варварка с тёмно-медными волосами и смуглой кожей. Её племя людей Моря заключило союз с Эрванном. Когда Эрванн не приехал подтвердить союз, поехала в Королевство за ним, так как вождь людей Моря Волк посчитал Эрванна предателем. Узнав от Дианы и Эрика правду, отказалась вернуться к Волку и присоединилась к ним. Носит жёлто-белые доспехи. Любимые оружия — меч, светящийся хлыст и крутящиеся верёвки с шариками на конце. Впервые появляется во второй серии.
Волк — вождь людей Моря. Отправил Тару в Королевство, посчитав Эрванна предателем. После того, как Тара присоединилась к Диане и компании, пытался силой вернуть Тару обратно в племя. Имеет собственного колдуна-шамана. В 8 серии узнал, что Эрик — его сын. Был побеждён Эриком в испытании кровью, но остался вождём после отказа Эрика от титула. После чего согласился отпустить Эрика, Тару и Диану. Впервые появляется во второй серии.
Дункан — Зелёный принц (по цвету одежды). Благородный правитель. Входит в Совет принцев.
Сапфир — сильфида, одна из создательниц экскалибура. Мать Дианы. Ценой жизни изгнала Кодана во время его первого пришествия.
Федора — королева сильфид, одна из создательниц экскалибура.
Верховный Маг — глава Шоги, учитель Эрика.
Антагонисты:
Кодан — демон. Главный антагонист. Когда-то был изгнан сильфидой Сапфир, отдавшей ради этого жизнь, но ныне вернулся отомстить. Могущественный колдун, повелевает сотнями чудовищ. Имеет птиц-шпионов и летающий замок.
Браган — принц, брат Эдвина, дядя Артура. После смерти брата объявил себя регентом, поскольку Артур слишком юн, чтобы править. Заключил союз с Коданом, отдав ему душу за обладание троном и Королевством.
Принц в красном (по цвету одежды) — союзник Брадана. Входит в Совет принцев.
Валка — ведьма, слуга Кодана. Колдунья с лицом женщины, хвостом русалки и птичьими крыльями. Изначально была сильфидой, одной из создательниц экскалибура. Валка была влюблена в принца Эрвана-отца Дианы, но он выбрал Сапфир,из-за чего она и стала служить Кодану. Являлась так же крестной матерью Королевы Лорны,когда Браган ,после убийства Эдвина, поручил ей убить её крестницу, Валка не смогла этого сделать и спрятала её в теле няни принца Артура-Муси.  В 9 серии попыталась занять место Дианы, украв её отражение и приняв её облик. Эрик с помощью Книги Жизни очистил от зла тотемного зверя Валки-двухглавого змея. С помощью его проекции книга очищает от власти Кодана саму Валку,но она остаётся в чудовищном обличии, пока не искупает свой последний грех,помогая Диане и остальным узнать правду о Муси и Лорне. Валка освобождает Лорну из тела Муси и раскаивается перед ней,после чего её браслет возвращается к ней и она снова стала сильфидой,заняв место со своими сёстрами 

## Критика и восприятие
Информационный сайт tv.com поместил мультсериал на 74-е место в списке наиболее популярных телевизионных шоу, между телесериалом Screech Owls и компьютерным мультсериалом Weird Oh's.